# بنية مجردة
تُعد البنية المجردة في الرياضيات كائنًا شكليًا ويتم تعريفها من خلال مجموعة من القوانين والخصائص والعلاقات بطريقة منطقية إن لم تكن دائمًا مستقلة تاريخيًا لبنية التجارب المشروطة، مثل تلك التي تشمل أشياء مادية. ولا تتم دراسة البنى المجردة في المنطق والرياضيات فقط ولكن في المجالات التي تطبقها، مثل علم الحاسوب وفي الدراسات التي تنعكس عليها، مثل الفلسفة وخاصة فلسفة الرياضيات. وفي الواقع، تم تعريف الرياضيات الحديثة في المفهوم العام جدًا بأنها دراسة البنى المجردة (من قبل مجموعة بورباكي: راجع المناقشة هناك، في البنية الجبرية وأيضًا البنية).
ويمكن تمثيل البنية المجردة (ربما مع القليل من درجة التقريب) من خلال واحد أو أكثر من الأشياء المادية - وهذا ما يسمى بتنفيذ أو تجسيد البنية المجردة. ولكن تعرف البنية المجردة نفسها بطريقة لا تعتمد على خصائص أي تنفيذ معين.
تمتلك البنية المجردة بنية أكثر ثراءً من مفهوم أو فكرة. ويجب أن تتضمن البنية المجردة قواعد محددة للسلوك والتي يمكن استخدامها لتحديد ما إذا كان تنفيذ بنية مرشحة يتوافق مع البنية المجردة المعنية. وبالتالي، فإننا قد نناقش مدى ملاءمة حكومة معينة مع مفهوم الـديموقراطية، ولكن ليس هناك مجال للنقاش حول ما إذا كان تسلسل معين من التحركات يعد لعبة شطرنج صحيحة أم غير صحيحة.

## أمثلة
تُعد خوارزمية الترتيب بنية مجردة، ولكن لا تعد وصفة، لأنها تعتمد على خصائص وكميات مكوناته.
يعد الـلحن البسيط بنية مجردة، ولكنه ليس توزيعًا موسيقيًا، لأنه يعتمد على خصائص آلات معينة.
تعد الهندسة الأقليدية بنية مجردة، ولكنها ليست نظرية الانجراف القاري، لأنها تعتمد على جيولوجية الأرض.
تعد اللغة الشكلية بنية مجردة، ولكنها ليست لغة طبيعية، لأن قواعدها النحوية وبناء الجملة مفتوح للنقاش والتفسير.